# Григор Пърличев
Григор Ставрев Пърличев е български възрожденец, учител, писател и преводач от Охрид. Пърличев е един от най-дейните участници в борбите за въвеждане на български език в училищата и черквите в града през 60-те години на XIX век. Преди да изиграе ключовата си роля като водач на българското движение срещу гърцизма в Охрид, печели ежегодния конкурс за гръцка поезия на Атинския университет с поемата си „Ὁ Ἁρματωλός“ (1860). Автор е на ценна автобиография, една от най-ранните в българската литература, както и на първия превод (частично запазен) на Омировата „Илиада“ на български.
Енциклопедията на Македонската академия на науките и изкуствата го нарича „най-голямото име на македонската литература през XIX век“. В творчеството си самият Пърличев се определя като българин. Негови съвременници от Македония и Охрид го описват като „доблестен български патриот“ с „огнен дар на словото“, чиито речи „текли като огън и лава“.

## Биография

### Ранни години
Григор Пърличев е роден на 18 януари 1830 или 1831 г. в Охрид като четвърто дете и трети син в семейството на шивача Ставри Пърличев и Мария Гьокова, които (по думите на Пърличев) били „родители доста бедни, но честни“. Баща му умира, когато Пърличев е на шест месеца и грижата за семейството се поема от дядо му. Пърличев е четиригодишен, когато дядо му почва да го учи да чете с помощта на стар гръцки буквар. Продължава обучението си на гръцки в местното училище (по това време в охридските училища не се преподава на български). Преди Пърличев да навърши десет години умират и дядо му, и по-възрастният му брат. Преди смъртта си дядото на Пърличев заръчва на майка му да продължи да праща Григор на училище. Пърличев се отличава като добър ученик по гръцки. Дава частни уроци и прави преписи на гръцки ръкописи, за да изкара пари. Известно време му преподава и Димитър Миладинов, който по време на учителстването си в Охрид е и наемател в къщата на Пърличеви. За кратко работи като шивач, а през 1848 година е учител по гръцки в Тирана.

### Студент по медицина в Атина
През август 1849 година заминава за Атина, където по съвет на охридянина Ангел Групчев записва медицина в тамошния университет. Нямайки наклонност към медицината, в Атина Пърличев често пише стихове и ги излага по дъските из университета. На 25 март 1850 г. Пърличев наблюдава церемонията по награждаването на победителя в поетическото състезание на Атинския университет, което разпалва желанието му да твори.
Поради финансови затруднения през май 1850 г. се завръща в Македония. Две години е учител по гръцки и църковен певец в село Белица, Охридско. Премества се в Прилеп, където учителства пет месеца, преди да получи покана от охридските първенци да стане учител в града. В Охрид се задържа шест години. С 5000 гроша спестени пари заминава отново за Атина през август 1859 г. и продължава следването си в медицинския факултет.

### Завръщане в Атина и поетически успех
През 1860 г. участва в ежегодния поетичен конкурс в гръцката столица и спечелва първа награда и лавров венец с поемата си „Ο Αρματωλός“ (на български: „Сердарят“ или „Войводата“), посветена на Кузман капитан, народен герой от охридския край. Поемата получава широк отзвук в гръцката преса. Някои сравняват Пърличев със скулптора Фидий и пишат, че „Сердарят“ е „произведение на чудотворно длето и че всеки стих там е чист бисер“. В допълнение към паричната награда от конкурса, Пърличев получава награда (60 лири) и от основателя на новите олимпийски игри, Евангелис Заппа, а крал Отон му отпуска стипендия от 35 драхми месечно, от която Пърличев не се възползва.
Когато става ясно, че Пърличев (който в Атина е известен с името Γρηγόρης Σταυρίδης – Григорис Ставридис – под което е бил записан в университета) е българин и няма да се откаже от народностното си чувство за сметка на елинизма, атинските му приятели – с изключение на Яким Сапунджиев – го изоставят, а един от неуспелите кандидати в поетическото състезание, професор Орфанидес, напада Пърличев в пресата заради народността му – пишейки, че има долен племенен произход – и го обвинява, че е проводник на руските интереси, които работели срещу панелинизма (препратка към подетата от българите борба за църковна независимост). В отговора си, публикуван в гръцките вестници през май и юни 1860 г., Пърличев отхвърля клеветите на Орфанидес, че е орган на руската пропаганда, и пише:
| „ | Да, българин съм, дори варварин, ако искаш. Но тоя варварин... без труд те би – тебе, стария поет. Сега перчи се, колкото щеш, че си от Смирна, т.е. съотечественик на Хомер. | “ |

Някои от по-ранните български изследователи на живота на Пърличев като Георги Баласчев и Димитър Матов допускат – въз основа на някои негови обяснителни бележки публикувани с първото издание на „Ο Αρματωλός“ – възможността Пърличев да е имал гръцко самосъзнание в периода до публикуване на поемата. След Втората световна война, когато скопските историци започват да твърдят, че Пърличев е македонец по националност, българските изследователи разглеждат Пърличев като българин по рождение, и смятат гърцизирането му по време на следването му в Атина за временно откъсване от неговите корени. Климент Скопаков, син на един от близките приятели на Пърличев, Миле Скопаче, твърди, че Пърличев има българско самосъзнание още в атинския си период. Според разказа на Пърличев в собствената му автобиография, още при първото си пребиваване в Атина в началото на 50-те години имал съзнание за народността си:
| „ | Наистина, [съучениците ми], ако и да се надграбваха вси над ръкописите ми, за да си препишат, но заради българското ми произношение и заради бедността на дрехите ми, постъпваха почти презрително с мене. Когато костурските майстори вървеха к вечеру пред университета и си говореха българский, те (съучениците ми) казваха: „ἰδοὺ περνοῦν τὰ βῴδια = ево ти минат воловете.“ Късаше ми се сърцето. Оскърбен в народното честолюбие, тлеех от гнева и не можех да го излея... | “ |

Според белгийския историк Раймонд Детрез, който защитава дисертация на тема свързана с националното чувство на Пърличев и посвещава голям дял от изследванията си на неговия живот и дело, през атинските години на Пърличев народностното му самоопределение е сложен проблем. Той „не може да бъде сведен до простия въпрос – българин или грък.“ Според него, правилната интерпретация би била „не българско или гръцко национално съзнание, а по-скоро и българско, и гръцко, като гръцкото национално съзнание постепенно отстъпва място на българското.“
На следващата година Пърличев отново се подготвя за участие в конкурса с поемата „Скендербей“ („Σκεντέρμπεης“), също написана на гръцки (преведена на български език в проза 1967 г. и 1970 г. в стихове). Конкурсът през 1861 г. обаче е отменен. В началото на 1862 г. Пърличев разбира за смъртта на Братя Миладинови, вероятно отровени от фанариотите в затвора в Цариград и решава да се върне в Охрид „или да гина, или да отмъстя за Миладинови.“ Преди да напусне Атина поверява ръкописа на „Скендербей“ на Яким Сапунджиев, за да го предаде на комисията при следващото провеждане на поетическата надпревара.

### Водач на борбата за въвеждане на български в училищата и църквите в Охрид
В Охрид продължава подетата от Димитър Миладинов борба против гръцкото духовенство и за въвеждане на български език в училището и в черквата. От 1862 г. е учител по гръцки в града и един от организаторите на движението за „побългаряване“ (по собствените му думи) на града и околните селища. Първото му слово на български език е „Чувай ся себе си“. Произнесено е на годишните изпити през 1866 г. и отпечатано в цариградския вестник „Время“ (6 – 17 август 1866 г.).
През 1868 година заедно с Димитър Узунов прекарва няколко месеца в Цариград, за да разшири познанията си по български език, славянска литература и култура при учителя Иван Найденов. След завръщането си в Охрид в началото на ноември 1868 г. със съгласието на охридчани заменя гръцкия език с български в училищата и в черквите. По донос на владиката Мелетий Преспански и Охридски на 27 ноември същата година е арестуван и хвърлен в охридската тъмница, по-късно – откаран в дебърския затвор. Към средата на януари 1869 г. е освободен за кратко благодарение на застъпничеството на охридчани, които подкупват местните турски власти, и се завръща в Охрид. На 20 януари отново е задържан, този път в дебърската митрополия, и е окончателно освободен през април същата година след допълнителен подкуп. След завръщането на Пърличев в Охрид, в училищата отново е въведен българският. В автобиографията си, Пърличев описва тези събития така:
| „ | Когато към средата на априлия върнах се в Охрид, майка не ме позна: бех станал много здрав и двойно по-пълен, отколкото прежде бех. Извъргнахме елинский язик, когото беха пак възцарили във времето на мъките ни. Въведохме българский. Се появи ново мнение, ново стремление, нов живот. Антонаки умре от яда. Изгнахме Мелетия. Жнахме онова, что беше отдавна сеяно. За кратко време от гонителите ни ни един не остана жив: всите погинаха почти същевременно, както Пенелопините обръчници, на които ориснината беше обрекла да гинат всички в един ден. Правдата възтържествова. Победата беше съвършенна. | “ |

Скоро след това се жени за Анастасия Узунова, сестра на Димитър Узунов.
След като на 28 февруари 1870 г. Църковната Борба приключва с успех, на 9 март същата година в Охрид след прочитането на султанския ферман за създаването на Екзахрията произнася реч, в която заявява че:
| „ | ...Когато цариградски Патрикъ Самуилъ съ страшна измама урнѫ Охридската архиепископия и я прѣтопи и по вся България прати гърци владици, и на столътъ святи Климентовъ седнѫхѫ фенерски зверове и се изгони славянскиятъ язикъ и отъ цьркви и отъ училища, тога Български народъ се облѣче въ чърно, наведе глава до земя и не се надѣваше никакъ да добие пакъ, това що изгуби. Отъ тога насамъ, 108 години работахми повече за гърци. Со потъ български се вадехѫ (поливахѫ) гърцки училища, гърцки болници, гьрцки книгохранителници, и фенерски раскошъ. А българинътъ бѣше оголенъ и осѫденъ само да работитъ и вси народи се смѣехѫ со насъ. Денеска царь хвърли на насъ милостиво око и ни подари все що бѣхми изгубили и стори лицето наше свѣтло и весело заради напрѣжнитѣ ни мѫки. Напрѣдъ Гръцки Патрикъ бѣше ходатай прѣдъ царя само за гърцитѣ, денеска царь ни даде да имаме и ние ходатай за насъ прѣдъ него. ... Царь се показа за българитѣ вторъ Мойсей. Како Мойсей що остави царска трапеза и царски наслаждения, за да откинитъ отъ яремъ израилтянитѣ и 40 години шета со нимъ по пустинитѣ и сънъ спокоенъ не паднѫ на очи негови, дори да откинитъ благословениотъ народъ, и да ги доведе въ Ханаанската земля, земля, що течеше медъ и млѣко, така и царь остави единствената на свѣтътъ столица и прошета по Европа за да прѣнеситъ свѣтло за насъ, за да отрѣшитъ най-жизненнитѣ въпроси, между които и народниотъ ни въпросъ и отъ кога се въскачилъ на високия Османски прѣстолъ сънъ спокоенъ не паднѫлъ на очи негови дори да откинитъ българския народъ отъ фенерекия яремъ, дори да ни подаде загубената наша Архиепископия, която е за насъ повече отъ медъ и млѣко. ... Български народе, благословенъ народъ, извадите капи! ... | “ |

### Първи превод на „Илиада“, „Нравствени песни“ и критики
През 1871 г. получава покана от цариградското списание „Читалище“ да направи първия превод на Омировата „Илиада“ на български. Пърличев приема поканата и в „Читалище“ са публикувани първа песен и част от втора песен. По-късно същата година Нешо Бончев публикува на страниците на най-авторитетното и меродавно по онова време списание, „Периодическо издание на Българското книжовно дружество“, остра критика към „Читалище“ и превода на Пърличев. Пърличев е силно засегнат и изгаря превода си.
През 1872 г. Пърличев обявява чрез вестник „Право“ намерението си да издаде 12 „нравствени песни“, като добавя, че приемът на песните щял да го насърчи „в дело по-велико, по-свещено, което уже преди две лета съм почнал и за скоро ще ся свърши, не тъй безобразно, както е началото му публикувано в 'Читалище', лето 1871, когато бях още в езикът неопитен.“ Любен Каравелов, който имал навика да бичува посредствените писачи със сатирата си, причислява и Пърличев към тях и отговаря (в. „Свобода“ от октомври 1872 г.) на обявеното намерение с подигравка и „лекомислено злоезичие“ (по оценка на Михаил Арнаудов), без да иска да знае за успехите на Пърличев в гръцката поезия и значението на родолюбивия му принос за българското движение в Охрид. Изглежда Пърличев дълго носи спомена за обидата, защото по сведение на неговия съгражданин книжовника Евтим Спространов години по-късно (през 1889 г.) се подписва под един превод на „Химн на Калимата и Хомера“ с „Гр. С. Пърличевъ, убитий българами“ (т.е. Гр. С. Пърличев, убит от българи).
По-късно Пърличев работи и по втори, по-архаичен по език, превод на Омировата поема.

### Конфликт с Натанаил
През 1874 г., по случай пристигането на Натанаил, първият български екзархийски митрополит в Охрид, Пърличев написва песента „Бога вишнаго да славим“. Пърличев учителства в охридското класно училище до есента на 1875 г., когато се премества в месокастренското основно училище (извън стария град) заради несъгласия с Натанаил. Там преподава три години, но напуска след нов конфликт с митрополита. В автобиографията си пише: „реших се да отърся прахът от нозете си и да ида в София“. В нея Пърличев не уточнява причините за разногласията с митрополита, а в автобиографичните бележки на Натанаил те дори не са споменати. Михаил Арнаудов предполага, че до конфликта се стига отчасти заради затрудненото положение на Натанаил, който – предвид интригите на гъркоманите, които се стремят да го представят пред турската власт като русофил и бунтар – е трябвало да действа дипломатично под погледа на каймакамина в Охрид, а отчасти и заради властническата природа на Пърличев и вероятната намеса на Натанаил в училищните работи. Разногласията между двете български партии в града допълнително усложняват положението на митрополита. След като напуска Охрид, Пърличев учителства една година в Струга (1878/1879 г.), за да събере пари за пътуването си.

### Пребиваване в България и завръщане в Македония като екзархийски учител
След това заминава за София, където, според уверенията на Васил Диамандиев, очаквал да бъде подпомогнат от „мнозина родолюбци“ в творческата си дейност. Тези очаквания не се оправдават и през есента на 1879 година Пърличев е назначен за класен ръководител и учител по гръцки в Априловската гимназия в Габрово. От този период е запазен текстът на едно негово слово държано пред ученици и учители на гимназията (според сина му Кирил, вероятно първото след пристигането му в града). В него Пърличев се обръща към учениците:
| „ | Помните, прочее, че Майка България е в окаянно състояние; помните, че Майка България е разкъсана на пет части. Когато всички народности се съединяват, България биде разединена. Никога история не забележила толика неправда. Майка България къто претърпе зверскии ярем в разстояние на пет векове, днес тя плаче изгубените си чяда Македония и Тракия. Тя плаче за плодородната Добруджа; тя плаче за Пирот, люлка на искусствата.[...] Не забравяйте никога, че имате свещена дължност, къто се развиете умом и телом, да притечете на помощ Майце си, да отриете нейните сълзи, да утешите скърбта ѝ, да замените черните ѝ дрехи с бели и весели, да турите на главата ѝ венец. Тя си има венец, но да ѝ турите и другий венец от цветя, които растат в Македония; да турите на ръката ѝ онзи драгоценний пьрстен, что се намира в Тракия, чуден по красотата си, светъл како сълнце, пьрстен когото завижда всичкий свет.[...] Вишний Бог да углади пътят към Тракия и Македония, да Ви сподоби да распьрснете враговете си как прах, да стъпвате на змии и скорпии, да освободите братята си, да се вьрнете с победни венци на главите си, да утешите расплакана Майка България, да прославите благочестивий Наш Княз и да станете безсмъртни на земѝ и на небеси. Амин. | “ |

На следващата година гръцкият и латинският отпадат от програмата и Пърличев постъпва на работа за няколко месеца като подначалник в Народната библиотека в София. След това е изпратен като екзархийски учител в Битоля (1880 – 1882). През учебната 1882 – 1883 г. преподава в „отечеството [си]“ – Охрид. В Автобиографията си пише, че животът му там бил „неможен“, защото „охридяни възроптаха, дето аз получавам четверократно повече, отколкото те ми плащаха.“ Иван Снегаров предполага, че отношенията между Пърличев и охридяни може да са били изострени и заради породил се през 1881 – 1882 конфликт между зет му, Димитър Узунов, който по това време е бил назначен от Екзархията за учител в Охрид и училищен инспектор за Охрид и Струга, и част от охридяни. На следващата година Пърличев се премества в Солун, където преподава в Солунската българска мъжка гимназия (1883 – 1889). В периода 16 април 1884 – 1 май 1885 пише автобиографията си. След пенсионирането си се прибира в Охрид, където умира на 25 януари 1893.
Григор Пърличев е баща на революционера Кирил Пърличев и прадядо на писателя Кирил Пърличев.

## Творчество

### „Сердарят“
Пърличев пише стихотворението „Сердарят“ (на гръцки: „Ὁ Ἁρματωλός“, на български още „Войводата“ или „Арматолосът“) за ежегодната надпревара за гръцка поезия на Атинския университет през 1860 г. и печели с него голямата награда в състезанието.
Стихотворението ползва мотиви от народната песен за „Кузман капитан“, юнак родом от Охридско, който със своята българска дружина успял да убие разбойническите главатари Осман Мура и Дервиш Муча, които тормозели българското население в местността Река, или Дебърци. В стихотворението Пърличев се ограничава само до финалния епизод от историята на Кузман – неговата трагична смърт.
Пърличев сам прави превод на стихотворението си на български език, но от този превод е запазена само малка част. Цялото стихотворение е преведено за първи път на български в проза през 1895 г. от Георги Баласчев и в стихове от Андрей Германов (1970). Първият превод на северномакедонската писмена норма е от 1944 г. и се основава на по-ранните български преводи.

### „Скендербей“
„Скендербей“ (на гръцки: „Σκεντέρμπεης“) е втората голяма гръцка поема на Пърличев. Главен герой на произведението е албанският национален герой от XV век и християнски владетел на Епир или Албания Георги Кастриота, наричан още Скендербей.
Пърличев пише стихотворението през 1860 или 1861 г. с намерението да участва за втори път в конкурса за гръцка поезия на Атинския университет. Конкурсът за 1861 г. обаче бива отменен, а поемата – не напълно довършена – остава непубликувана в архива на Пърличев. След Освобождението е намерена от наследниците на Пърличев. Издадена е за първи път през 1967 г. заедно с превод в проза на български. Михаил Арнаудов нарича поемата „необикновено ценен писателски завет“.

### Превод на „Илиада“
Пърличев е първият български преводач на Омировата „Илиада“. Той се захваща с превода ѝ по покана на цариградското списание „Читалище“. Понеже няма никакви български книги под ръка, Пърличев си помага с руския превод на поемата от Николай Гнедич и други руски стихове, както и с един гръцко-руски речник. Повлиян от родното охридско наречие на Пърличев, новобългарския книжовен език, старобългарския и от Гнедичовия текст, езикът на Пърличевия превод е една своеобразна смес доближаваща се до югозападните български говори. Около 15 години по-късно той пише в автобиографията си: „Бях, както и днес още съм, слаб в българския език“ – имайки предвид общоприетия български. „Несчастие, что нямах български книги; жедно вникнах в руските...“ За българския превод Пърличев избира десетсричните стъпки на народния юнашки епос (оригиналът е хекзаметър). Освен това решава да пропусне определени пасажи, поради убеждението, че на места великата поема е твърде многословна. Той пише на „Читалище“: „Ще съкратя: многаж Хомер спи. Ще преведа само блестящите страници на Илиадата и ще ги съединя така, чтото да съставят нечто си цяло. Не ще напиша ни един стих излишен или студен, тъй щото действието да върви с исполински крачки... Би било безумно да преведа точно, буквално. Тогава целта ми не е сполучена. И тъй, преводът ми ще бъде свободен.“

#### Реакция на съвременниците
Редакцията на „Читалище“ приема предложението. I песен е отпечатана в кн. 2 от 1 март 1871 г. Марко Балабанов, редактор на списанието, определя превода като „хубав и гладък“, но не публикува писмото, с което Пърличев изразява намерението си да прави свободен превод (това става по-късно, след като Нешо Бончев критикува превода).
Панагюрецът Нешо Бончев, учител по старогръцки в Москва, публикува силно критична рецензия на Пърличевия превод в книга IV на Периодическото списание в Браила. Определяйки превода за жалко „недомислие“, той иронизира високата оценка дадена му от Балабанов и обвинява Пърличев в безвкусие, безкнижие, изопачаване и неразбиране. За да подкрепи твърденията си, Бончев сравнява Пърличевия превод със свой собствен, пълен превод на същия текст, в който се стреми да се придържа плътно към съдържанието и размера на първообраза. Според Михаил Арнаудов, тази студена, унищожителна критика от най-авторитетното списание от онова време идва неочаквано за Пърличев, който имал намерението – ако добие благоволението на публиката – след „Илиада“ да преведе, „с Божия помощ“, и Одисея, и другите „по-изящни“ стихове на древногръцките поети. Вероятно наранен в честолюбието си, той хвърля целия си превод в огъня. Така от него се запазват само двете песни напечатани в „Читалище“.
Христо Ботев изглежда споделя оценката на Бончев, защото осмива Пърличевия превод в едно от четиристишията на стихотворението „Защо не съм ...?“, където пише, че на Пърличев се пада „лобут“ за превода.

#### По-късни оценки
Според Михаил Арнаудов рецензията на Бончев е била неумерена, твърде надменна и категорична.
През 1894 г. Константин Величков пише: „ако би било нужно да се предупреждават ония, които посвещават на критиката своята деятелност, с какво опасно оръжие разполагат и колко трябва да бъдат внимателни, когато си служат с него, не зная дали би могло да им се посочи пример, по-трогателен от Пърличев... Преводът има недостатъци, но редом с тях той съдържа и качества, и достойнства, и то такива, които правят от него един талантлив опит да се преведе на български великата гръцка епопея.“
Иван Вазов пише през 1919 г., че Пърличев е предал „стегнато и енергично“ началото на „Илиада“, и че поради „яростната критика“ на Нешо Бончев сме се лишили от „един поетически превод, направен от поет, на Хомеровата поема. Защото ония, които имаме вече, са едно печално недоразумение.“
Историкът Георги Баласчев от Охрид отбелязва, че ако се беше запазил преводът на Пърличев, и ако беше изпълнил обещанието си да преведе и други гръцки класици, „то, без всяко съмнение, в негово лице западните български говори щяха да си имат свой представител, а в такъв случай и влиянието на западните говори върху съвременния ни книжовен език щеше да бъде много по-чувствително.“
Известният български литературен критик и дипломат Симеон Радев също намира критиката на Бончев за жестока и несправедлива, и пише:
| „ | Хубостите на Пърличевото творение, сочността, хармонията, героическия ритъм, тая смес от жива реч и старинни обрати, от която иде един истински дих на народен епос, свободата и божествения дар на певеца, всичко това остана за Нешо Бончев затворено като с ключ. Това, което го интересуваше, това бяха отклоненията от Омира, за да ги посочи. Той не видя подвигът, а само порица смелостта. [...] Така стана една загуба непрежалима за българската литература. Виновният за това носи тежък грях пред нея. | “ |

### Втори превод на „Илиада“
През 1870 г., след превода за „Читалище“, Пърличев работи и по втори превод на Омировата поема, за който си служи с по-архаичен език. Към превода пише и увод под наслов „Критик и преводчик“, който представлява разговор между преводач и негов критик.

### Автобиография
Пърличев пише автобиографията си в периода 16 април 1884 – 1 май 1885 г., когато е учител в Солунската българска мъжка гимназия. Автобиографията е издадена за първи път през 1894 г., около година след смъртта на Пърличев, в Сборник за народни умотворения, наука и книжнина.
Автобиографията получава висока оценка от редица български критици, сред които Симеон Радев, Димитър Матов и Михаил Арнаудов. В спомените си Радев я определя като „една от най-вълнуващите книги в българската литература.“ През 1968 г. Арнаудов пише за нея: „Няма други мемоари у нас, в които с толкова бързо темпо, тъй сбито, тъй увлекателно е разказана изненадващата съдба на писателя-апостол, който не знае компромиси в омразата си към гърцизма и който упорито нанася удари срещу силния противник, без страх от грозното му отмъщение. [...] Автобиографията отразява без подправяне този неспокоен дух и тази интересна хроника на живота му.“
В Царство България автобиографията е била любимо учебно пособие на учителите по български език.

### Речи и публицистика
Като учителя си Димитър Миладинов, Пърличев се проявява като майстор на живото слово. По време на борбите за заменяне на гръцкия с български в училищата и църквите в Охрид Пърличев държи множество речи, голяма част от които не са запазени. От този период са запазени пет слова, четири от които са публикувани в българския печат от онова време – в цариградските вестници „Время“, „Право“ и „Македония“ – и едно обнародвано след смъртта му от сина му Кирил Пърличев в списание „Македонски преглед“ през 1928 г.:
- Чувай се себе си (1866 г., Охрид)[45]
- Слово за Русална сряда (1867 г., Охрид)
- Слово за 318 никейски свети отци (1867 г., Охрид)
- Слово за Св. Климент (ок. 1869 г., Охрид)
- Слово по случай обявяването на фермана за Българската екзархия (8 март 1870 г., Охрид)

За значението на Пърличевите слова от този период по-младият му съгражданин Евтим Спространов отбелязва:
| „ | Нѣмало човѣкъ, който да не мрази Мелетия и духовното му началство. Всички искали да се избавѭтъ отъ звѣрскитѣ имъ нокти, ала нужно било слово, огнено и пламенно слово, за да ги въодушеви и да ги тикне напрѣдъ. За тази грамадна маса, за това болшинство, трѣбвало лостъ твърдъ, желѣзенъ. И наистина, тъкмо въ това врѣме, въ 1866. год., когато най-много се чувствувала тая нужда, явява се на сцената Григори Пърличевъ. И можеше ли тоя възторженъ мѫжъ, тоя човѣкъ съ пламенна душа и съ горещо сърце, тоя краенъ идеалистъ, поетъ, великъ патриотъ, доблестенъ гражданинъ, да стои равнодушенъ, да мълчи и да нѣмѣе, когато правдата се тъпчела отъ шепа хора и врагове на единъ цѣлъ народъ? Никога! Той отворилъ уста и словата, рѣчитѣ и проповѣдитѣ потекли като огънь и лава. Непропущалъ случай, да не се въсползува, за да насърчи, да подкрѣпя духоветѣ на народа и да призовава всички къмъ съгласие, любовь и единодушие. Пърличевъ съ похвала насърчавалъ и съ укоръ насърчавалъ. Гдѣто не помагали добритѣ и сладкитѣ думи, тамъ си служелъ съ другото орѫжие на рѣчьта – съ укора и мъмреньето. И наистина сполучвалъ, и всѣкога излизалъ побѣдителъ. Като сега помнѭтъ охридчани, когато единъ пѫть съ прѣзрѣние и съ негодование, но съ тѫга на душата и съ болка на сърцето, отъ черковния амвонъ ги назовалъ, „кьотилеръ – селяни кондрокефали“, загдѣто изгубвали въ нѣкои случаи куража и смѣлостьта. Бичувалъ той, нападалъ безпощадно, но когато трѣбвало и гдѣто имало нужда. И никой не му се сърделъ, и всѣкой го уважавалъ, и всѣкога печелелъ. Той билъ само душа и енергия. Безъ него дълго имало да се протака въпросътъ. Той бѣ роденъ тъкмо за епохата и за това най-много помогнѫ. Нему най-вече дължѫтъ охридчани за всичко, що иматъ, и той никога нѣма да бѫде забравенъ. | “ |

От периода след окончателната победа на българското движение в Охрид (към края на 60-те години на XIX век) са известни две слова на Пърличев – едното държано в Априловската гимназия в Габрово, където Пърличев преподава през учебната 1879/1880 г., а другото в Българската мъжка гимназия „Св. св. Кирил и Методий“ в Солун. И двете са публикувани от Кирил Пърличев в списание „Македонски преглед“ (1928 г.):
- Слово пред учениците в Априловската гимназия (1879 г., Габрово)
- Слово за Св. св. Кирил и Методий (ок. 1883 г., Солун)

Освен публикуваните слова, в Държавния архив в Скопие се пазят още 23 неиздадени досега слова, държани по различни поводи. Пърличев е автор и на редица дописки, публикувани в българския печат.
- „Плач крокодилски“, в. „Македония“, редакционна притурка към бр. 13 от 27 юни 1872 (изпратена от Охрид с дата 8 юни 1872 г.)
- Дописка за чуждите пропаганди в Македония обнародвана във в. „Право“ (бр. 40, 1873 г.) (изпратена от Охрид с дата 20 ноември 1873 г.)
- „Мечта на един старец“, дописка във в. „Балкан“ (публикувана на 28 април 1883 г., изпратена от Охрид с дата 27 март 1883 г.)

### Песен за унищожението на Охридската патриаршия
Песента „1762 лето“, още наричана „Песен за унищожението на Охридската патриаршия“ (а в Македония известна и като „Песна за патрикот“), е изпълнена за първи път в Охрид около 1870 г., скоро след сватбата на Пърличев. Била е широко разпространена в Македония и особено в Охрид в последните десетилетия на XIX век. Пърличев пише в автобиографията си, че песента помогнала много в изкореняването на гърцизма в Охрид и Македония, което се потвърждава от други близки до периода коментатори.

### Други
Григор Пърличев е автор и на други патриотични песни („Докога, братя мили българи“, „Чуйте, чеда македонски“), които са имали голяма популярност по негово време и са помогнали в борбата с гърцизма. Известни са и негови необнародвани преводи от френски и гръцки.

## Памет
Пърличевият хребет в Земя Греъм в Антарктика е наименуван на Григор Пърличев.

## Родословие
|                        |                        |                        |                        |                        |                        |  |  |                            |                            |                            |                            |                            |                            |                           |                           |                           |                           |                           |                           |                           |                           |  |  |                              |                              |                              |                              | Ставри Пърличев              | Ставри Пърличев              | Ставри Пърличев | Ставри Пърличев | Ставри Пърличев               | Ставри Пърличев               |                               |                               | Мария Гьокова                 | Мария Гьокова                 | Мария Гьокова | Мария Гьокова | Мария Гьокова               | Мария Гьокова               |                             |                             |                              |                              |                              |                              |                              |                              |                     |                     |                     |                     |                |                |                 |                 |                 |                 |                  |                  |                  |                  |                  |                  |                 |                 |                               |                               |                               |                               |                               |                               |                 |                 |                 |                 |  |  |  |  |  |  |  |  |  |  |  |  |  |  |  |  |  |  |  |  |  |  |  |  |  |  |  |  |  |  |
|                        |                        |                        |                        |                        |                        |  |  |                            |                            |                            |                            |                            |                            |                           |                           |                           |                           |                           |                           |                           |                           |  |  |                              |                              |                              |                              | Ставри Пърличев              | Ставри Пърличев              | Ставри Пърличев | Ставри Пърличев | Ставри Пърличев               | Ставри Пърличев               |                               |                               | Мария Гьокова                 | Мария Гьокова                 | Мария Гьокова | Мария Гьокова | Мария Гьокова               | Мария Гьокова               |                             |                             |                              |                              |                              |                              |                              |                              |                     |                     |                     |                     |                |                |                 |                 |                 |                 |                  |                  |                  |                  |                  |                  |                 |                 |                               |                               |                               |                               |                               |                               |                 |                 |                 |                 |  |  |  |  |  |  |  |  |  |  |  |  |  |  |  |  |  |  |  |  |  |  |  |  |  |  |  |  |  |  |
|                        |                        |                        |                        |                        |                        |  |  |                            |                            |                            |                            |                            |                            |                           |                           |                           |                           |                           |                           |                           |                           |  |  |                              |                              |                              |                              |                              |                              |                 |                 |                               |                               |                               |                               |                               |                               |               |               |                             |                             |                             |                             |                              |                              |                              |                              |                              |                              |                     |                     |                     |                     |                |                |                 |                 |                 |                 |                  |                  |                  |                  |                  |                  |                 |                 |                               |                               |                               |                               |                               |                               |                 |                 |                 |                 |  |  |  |  |  |  |  |  |  |  |  |  |  |  |  |  |  |  |  |  |  |  |  |  |  |  |  |  |  |  |
|                        |                        |                        |                        |                        |                        |  |  |                            |                            |                            |                            |                            |                            |                           |                           |                           |                           |                           |                           |                           |                           |  |  |                              |                              |                              |                              |                              |                              |                 |                 |                               |                               |                               |                               |                               |                               |               |               |                             |                             |                             |                             |                              |                              |                              |                              |                              |                              |                     |                     |                     |                     |                |                |                 |                 |                 |                 |                  |                  |                  |                  |                  |                  |                 |                 |                               |                               |                               |                               |                               |                               |                 |                 |                 |                 |  |  |  |  |  |  |  |  |  |  |  |  |  |  |  |  |  |  |  |  |  |  |  |  |  |  |  |  |  |  |
|                        |                        |                        |                        |                        |                        |  |  |                            |                            |                            |                            |                            |                            |                           |                           | Никола Пърличев           | Никола Пърличев           | Никола Пърличев           | Никола Пърличев           | Никола Пърличев           | Никола Пърличев           |  |  | Иван Пърличев                | Иван Пърличев                | Иван Пърличев                | Иван Пърличев                | Иван Пърличев                | Иван Пърличев                |                 |                 | Григор Пърличев (1830 – 1893) | Григор Пърличев (1830 – 1893) | Григор Пърличев (1830 – 1893) | Григор Пърличев (1830 – 1893) | Григор Пърличев (1830 – 1893) | Григор Пърличев (1830 – 1893) |               |               | Анастасия Узунова           | Анастасия Узунова           | Анастасия Узунова           | Анастасия Узунова           | Анастасия Узунова            | Анастасия Узунова            |                              |                              | Зографина Пармакова          | Зографина Пармакова          | Зографина Пармакова | Зографина Пармакова | Зографина Пармакова | Зографина Пармакова |                |                |                 |                 |                 |                 |                  |                  |                  |                  |                  |                  |                 |                 |                               |                               |                               |                               |                               |                               |                 |                 |                 |                 |  |  |  |  |  |  |  |  |  |  |  |  |  |  |  |  |  |  |  |  |  |  |  |  |  |  |  |  |  |  |
|                        |                        |                        |                        |                        |                        |  |  |                            |                            |                            |                            |                            |                            |                           |                           | Никола Пърличев           | Никола Пърличев           | Никола Пърличев           | Никола Пърличев           | Никола Пърличев           | Никола Пърличев           |  |  | Иван Пърличев                | Иван Пърличев                | Иван Пърличев                | Иван Пърличев                | Иван Пърличев                | Иван Пърличев                |                 |                 | Григор Пърличев (1830 – 1893) | Григор Пърличев (1830 – 1893) | Григор Пърличев (1830 – 1893) | Григор Пърличев (1830 – 1893) | Григор Пърличев (1830 – 1893) | Григор Пърличев (1830 – 1893) |               |               | Анастасия Узунова           | Анастасия Узунова           | Анастасия Узунова           | Анастасия Узунова           | Анастасия Узунова            | Анастасия Узунова            |                              |                              | Зографина Пармакова          | Зографина Пармакова          | Зографина Пармакова | Зографина Пармакова | Зографина Пармакова | Зографина Пармакова |                |                |                 |                 |                 |                 |                  |                  |                  |                  |                  |                  |                 |                 |                               |                               |                               |                               |                               |                               |                 |                 |                 |                 |  |  |  |  |  |  |  |  |  |  |  |  |  |  |  |  |  |  |  |  |  |  |  |  |  |  |  |  |  |  |
|                        |                        |                        |                        |                        |                        |  |  |                            |                            |                            |                            |                            |                            |                           |                           |                           |                           |                           |                           |                           |                           |  |  |                              |                              |                              |                              |                              |                              |                 |                 |                               |                               |                               |                               |                               |                               |               |               |                             |                             |                             |                             |                              |                              |                              |                              |                              |                              |                     |                     |                     |                     |                |                |                 |                 |                 |                 |                  |                  |                  |                  |                  |                  |                 |                 |                               |                               |                               |                               |                               |                               |                 |                 |                 |                 |  |  |  |  |  |  |  |  |  |  |  |  |  |  |  |  |  |  |  |  |  |  |  |  |  |  |  |  |  |  |
|                        |                        |                        |                        |                        |                        |  |  |                            |                            |                            |                            |                            |                            |                           |                           |                           |                           |                           |                           |                           |                           |  |  |                              |                              |                              |                              |                              |                              |                 |                 |                               |                               |                               |                               |                               |                               |               |               |                             |                             |                             |                             |                              |                              |                              |                              |                              |                              |                     |                     |                     |                     |                |                |                 |                 |                 |                 |                  |                  |                  |                  |                  |                  |                 |                 |                               |                               |                               |                               |                               |                               |                 |                 |                 |                 |  |  |  |  |  |  |  |  |  |  |  |  |  |  |  |  |  |  |  |  |  |  |  |  |  |  |  |  |  |  |
| Константинка Пърличева | Константинка Пърличева | Константинка Пърличева | Константинка Пърличева | Константинка Пърличева | Константинка Пърличева |  |  | Луиза Пърличева (? – 1919) | Луиза Пърличева (? – 1919) | Луиза Пърличева (? – 1919) | Луиза Пърличева (? – 1919) | Луиза Пърличева (? – 1919) | Луиза Пърличева (? – 1919) |                           |                           | Николаки Манев (? – 1917) | Николаки Манев (? – 1917) | Николаки Манев (? – 1917) | Николаки Манев (? – 1917) | Николаки Манев (? – 1917) | Николаки Манев (? – 1917) |  |  | Кирил Пърличев (1875 – 1944) | Кирил Пърличев (1875 – 1944) | Кирил Пърличев (1875 – 1944) | Кирил Пърличев (1875 – 1944) | Кирил Пърличев (1875 – 1944) | Кирил Пърличев (1875 – 1944) |                 |                 | Олга Христова Точкова         | Олга Христова Точкова         | Олга Христова Точкова         | Олга Христова Точкова         | Олга Христова Точкова         | Олга Христова Точкова         |               |               | Иван Лимончев (1864 – 1899) | Иван Лимончев (1864 – 1899) | Иван Лимончев (1864 – 1899) | Иван Лимончев (1864 – 1899) | Иван Лимончев (1864 – 1899)  | Иван Лимончев (1864 – 1899)  |                              |                              | Деспина Пърличева            | Деспина Пърличева            | Деспина Пърличева   | Деспина Пърличева   | Деспина Пърличева   | Деспина Пърличева   |                |                | Симеон Попсимов | Симеон Попсимов | Симеон Попсимов | Симеон Попсимов | Симеон Попсимов  | Симеон Попсимов  |                  |                  | Георги Пърличев  | Георги Пърличев  | Георги Пърличев | Георги Пърличев | Георги Пърличев               | Георги Пърличев               |                               |                               | Георги Пармаков               | Георги Пармаков               | Георги Пармаков | Георги Пармаков | Георги Пармаков | Георги Пармаков |  |  |  |  |  |  |  |  |  |  |  |  |  |  |  |  |  |  |  |  |  |  |  |  |  |  |  |  |  |  |
| Константинка Пърличева | Константинка Пърличева | Константинка Пърличева | Константинка Пърличева | Константинка Пърличева | Константинка Пърличева |  |  | Луиза Пърличева (? – 1919) | Луиза Пърличева (? – 1919) | Луиза Пърличева (? – 1919) | Луиза Пърличева (? – 1919) | Луиза Пърличева (? – 1919) | Луиза Пърличева (? – 1919) |                           |                           | Николаки Манев (? – 1917) | Николаки Манев (? – 1917) | Николаки Манев (? – 1917) | Николаки Манев (? – 1917) | Николаки Манев (? – 1917) | Николаки Манев (? – 1917) |  |  | Кирил Пърличев (1875 – 1944) | Кирил Пърличев (1875 – 1944) | Кирил Пърличев (1875 – 1944) | Кирил Пърличев (1875 – 1944) | Кирил Пърличев (1875 – 1944) | Кирил Пърличев (1875 – 1944) |                 |                 | Олга Христова Точкова         | Олга Христова Точкова         | Олга Христова Точкова         | Олга Христова Точкова         | Олга Христова Точкова         | Олга Христова Точкова         |               |               | Иван Лимончев (1864 – 1899) | Иван Лимончев (1864 – 1899) | Иван Лимончев (1864 – 1899) | Иван Лимончев (1864 – 1899) | Иван Лимончев (1864 – 1899)  | Иван Лимончев (1864 – 1899)  |                              |                              | Деспина Пърличева            | Деспина Пърличева            | Деспина Пърличева   | Деспина Пърличева   | Деспина Пърличева   | Деспина Пърличева   |                |                | Симеон Попсимов | Симеон Попсимов | Симеон Попсимов | Симеон Попсимов | Симеон Попсимов  | Симеон Попсимов  |                  |                  | Георги Пърличев  | Георги Пърличев  | Георги Пърличев | Георги Пърличев | Георги Пърличев               | Георги Пърличев               |                               |                               | Георги Пармаков               | Георги Пармаков               | Георги Пармаков | Георги Пармаков | Георги Пармаков | Георги Пармаков |  |  |  |  |  |  |  |  |  |  |  |  |  |  |  |  |  |  |  |  |  |  |  |  |  |  |  |  |  |  |
|                        |                        |                        |                        |                        |                        |  |  |                            |                            |                            |                            |                            |                            |                           |                           |                           |                           |                           |                           |                           |                           |  |  |                              |                              |                              |                              |                              |                              |                 |                 |                               |                               |                               |                               |                               |                               |               |               |                             |                             |                             |                             |                              |                              |                              |                              |                              |                              |                     |                     |                     |                     |                |                |                 |                 |                 |                 |                  |                  |                  |                  |                  |                  |                 |                 |                               |                               |                               |                               |                               |                               |                 |                 |                 |                 |  |  |  |  |  |  |  |  |  |  |  |  |  |  |  |  |  |  |  |  |  |  |  |  |  |  |  |  |  |  |
|                        |                        |                        |                        |                        |                        |  |  |                            |                            |                            |                            |                            |                            |                           |                           |                           |                           |                           |                           |                           |                           |  |  |                              |                              |                              |                              |                              |                              |                 |                 |                               |                               |                               |                               |                               |                               |               |               |                             |                             |                             |                             |                              |                              |                              |                              |                              |                              |                     |                     |                     |                     |                |                |                 |                 |                 |                 |                  |                  |                  |                  |                  |                  |                 |                 |                               |                               |                               |                               |                               |                               |                 |                 |                 |                 |  |  |  |  |  |  |  |  |  |  |  |  |  |  |  |  |  |  |  |  |  |  |  |  |  |  |  |  |  |  |
|                        |                        |                        |                        |                        |                        |  |  |                            |                            |                            |                            | Петър Манев (1898 – 1963)  | Петър Манев (1898 – 1963)  | Петър Манев (1898 – 1963) | Петър Манев (1898 – 1963) | Петър Манев (1898 – 1963) | Петър Манев (1898 – 1963) |                           |                           |                           |                           |  |  |                              |                              |                              |                              | Григор Пърличев              | Григор Пърличев              | Григор Пърличев | Григор Пърличев | Григор Пърличев               | Григор Пърличев               |                               |                               |                               |                               |               |               |                             |                             |                             |                             | Невенка Лимончева (? – 1976) | Невенка Лимончева (? – 1976) | Невенка Лимончева (? – 1976) | Невенка Лимончева (? – 1976) | Невенка Лимончева (? – 1976) | Невенка Лимончева (? – 1976) |                     |                     | Ружа Попсимова      | Ружа Попсимова      | Ружа Попсимова | Ружа Попсимова | Ружа Попсимова  | Ружа Попсимова  |                 |                 | Славка Попсимова | Славка Попсимова | Славка Попсимова | Славка Попсимова | Славка Попсимова | Славка Попсимова |                 |                 | Христо Попсимов (1916 – 1980) | Христо Попсимов (1916 – 1980) | Христо Попсимов (1916 – 1980) | Христо Попсимов (1916 – 1980) | Христо Попсимов (1916 – 1980) | Христо Попсимов (1916 – 1980) |                 |                 |                 |                 |  |  |  |  |  |  |  |  |  |  |  |  |  |  |  |  |  |  |  |  |  |  |  |  |  |  |  |  |  |  |
|                        |                        |                        |                        |                        |                        |  |  |                            |                            |                            |                            | Петър Манев (1898 – 1963)  | Петър Манев (1898 – 1963)  | Петър Манев (1898 – 1963) | Петър Манев (1898 – 1963) | Петър Манев (1898 – 1963) | Петър Манев (1898 – 1963) |                           |                           |                           |                           |  |  |                              |                              |                              |                              | Григор Пърличев              | Григор Пърличев              | Григор Пърличев | Григор Пърличев | Григор Пърличев               | Григор Пърличев               |                               |                               |                               |                               |               |               |                             |                             |                             |                             | Невенка Лимончева (? – 1976) | Невенка Лимончева (? – 1976) | Невенка Лимончева (? – 1976) | Невенка Лимончева (? – 1976) | Невенка Лимончева (? – 1976) | Невенка Лимончева (? – 1976) |                     |                     | Ружа Попсимова      | Ружа Попсимова      | Ружа Попсимова | Ружа Попсимова | Ружа Попсимова  | Ружа Попсимова  |                 |                 | Славка Попсимова | Славка Попсимова | Славка Попсимова | Славка Попсимова | Славка Попсимова | Славка Попсимова |                 |                 | Христо Попсимов (1916 – 1980) | Христо Попсимов (1916 – 1980) | Христо Попсимов (1916 – 1980) | Христо Попсимов (1916 – 1980) | Христо Попсимов (1916 – 1980) | Христо Попсимов (1916 – 1980) |                 |                 |                 |                 |  |  |  |  |  |  |  |  |  |  |  |  |  |  |  |  |  |  |  |  |  |  |  |  |  |  |  |  |  |  |
|                        |                        |                        |                        |                        |                        |  |  |                            |                            |                            |                            |                            |                            |                           |                           |                           |                           |                           |                           |                           |                           |  |  |                              |                              |                              |                              |                              |                              |                 |                 |                               |                               |                               |                               |                               |                               |               |               |                             |                             |                             |                             |                              |                              |                              |                              |                              |                              |                     |                     |                     |                     |                |                |                 |                 |                 |                 |                  |                  |                  |                  |                  |                  |                 |                 |                               |                               |                               |                               |                               |                               |                 |                 |                 |                 |  |  |  |  |  |  |  |  |  |  |  |  |  |  |  |  |  |  |  |  |  |  |  |  |  |  |  |  |  |  |
|                        |                        |                        |                        |                        |                        |  |  |                            |                            |                            |                            |                            |                            |                           |                           |                           |                           |                           |                           |                           |                           |  |  | Кирил Пърличев (р. 1965)     | Кирил Пърличев (р. 1965)     | Кирил Пърличев (р. 1965)     | Кирил Пърличев (р. 1965)     | Кирил Пърличев (р. 1965)     | Кирил Пърличев (р. 1965)     |                 |                 | Олга Пърличева                | Олга Пърличева                | Олга Пърличева                | Олга Пърличева                | Олга Пърличева                | Олга Пърличева                |               |               |                             |                             |                             |                             |                              |                              |                              |                              |                              |                              |                     |                     | Лиляна Манева       | Лиляна Манева       | Лиляна Манева  | Лиляна Манева  | Лиляна Манева   | Лиляна Манева   |                 |                 |                  |                  |                  |                  |                  |                  |                 |                 |                               |                               |                               |                               |                               |                               |                 |                 |                 |                 |  |  |  |  |  |  |  |  |  |  |  |  |  |  |  |  |  |  |  |  |  |  |  |  |  |  |  |  |  |  |